# ダーモット・ウェルド

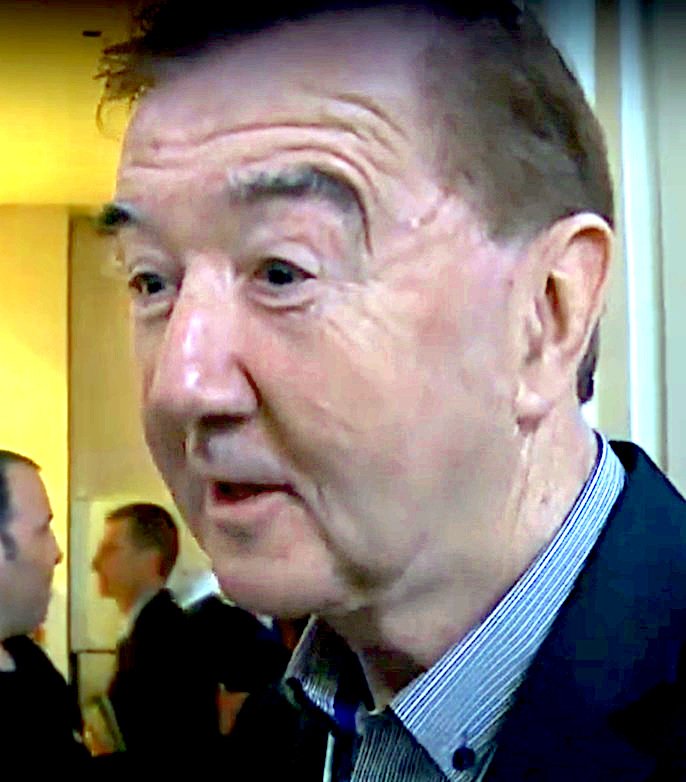
Dermot Weld in 2014

ダーモット・ウェルド（英：Dermot K. Weld、1948年7月29日 - ）は、アイルランド・カラ競馬場近郊のローズウェルハウス（Rosewell House）を本拠地とする調教師。アイルランド競馬を代表する調教師の1人である。

## 経歴
アイルランド・キルデア県出身。ユニバーシティ・カレッジ・ダブリン(UCD)で獣医師の資格を取得。調教師免許を取得する前は障害（ナショナル・ハント）のアマチュア騎手としても活躍した。
1972年に父チャーリーの厩舎を引き継ぐ形でローズウェルハウスに厩舎を開業。2年後の1974年にスティールハートでイギリスのミドルパークステークスを制し、G1初勝利を果たしている。1983年に初のアイルランドリーディング調教師に輝くと、1998年までに8度のリーディングを獲得している。1996年にはザグレブで愛ダービーを制し、アイルランドのクラシック競走完全制覇を達成した。2000年8月にそれまでのアイルランドの最多記録である通算2577勝を塗り替え、2016年6月には通算4000勝を達成した。
2000年以降はバリードイルのエイダン・オブライエン厩舎に押され気味であるが、2010年代は厩舎に初の英ダービーの栄冠をもたらしたハーザンドを筆頭に、ファシネイティングロック、フリーイーグルなどの活躍馬を送り出している。
大レースではパット・スマレンとのコンビでの勝利が多い。海外遠征にも積極的で、これまでにオーストラリアのメルボルンカップを2勝しているほか、1990年にはアメリカ合衆国のクラシック競走であるベルモントステークスをゴーアンドゴー（Go and Go）で制している。

## 主な勝ち鞍
アイルランド
- 愛1000ギニー - (4) - Prince's Polly (1982), Trusted Partner (1988), Nightime (2006), Bethrah (2010)
- 愛2000ギニー - (1) - Flash of Steel (1986)
- 愛ダービー - (3) - Zagreb (1996), Grey Swallow (2004), Harzand (2016)
- 愛オークス - (2) - Blue Wind (1981), Dance Design (1996)
- 愛セントレジャー - (7) - Vintage Crop (1993, 1994), Vinnie Roe (2001, 2002, 2003, 2004), Voleuse de Coeurs (2013)
- メイトロンステークス - (3) - Valley Forge (1977), Dress to Thrill (2002), Emulous (2011)
- モイグレアスタッドステークス - (1) - Flutter Away (1987)
- ナショナルステークス - (5) - Diamonds Are Trumps (1977), Day Is Done (1981), Definite Article (1994), Mus-If (1998), Refuse to Bend (2002)
- フェニックスステークス - (2) - Kilijaro (1978), Smokey Lady (1979)
- プリティーポリーステークス - (4) - Market Booster (1992), Dance Design (1996, 1997), Chinese White (2010)
- タタソールズゴールドカップ - (6) - Cockney Lass (1987), Definite Article (1996), Dance Design (1997), Grey Swallow (2005), Casual Conquest (2009), Fascinating Rock (2016)

 オーストラリア
- メルボルンカップ - (2) - Vintage Crop (1993), Media Puzzle (2002)

 フランス
- アベイ・ド・ロンシャン賞 - (2) - Committed (1984, 1985)
- ロワイヤルオーク賞 - (1) - Vinnie Roe (2001)
- ヴェルメイユ賞 - （1） - Tarnawa (2020)

 ドイツ
- バイエルンツフトレネン - (1) - Market Booster (1993)

 イギリス
- 英2000ギニー - (1) - Refuse to Bend (2003)
- アスコットゴールドカップ - (1) - Rite of Passage (2010)
- 英チャンピオンステークス - (1) - Fascinating Rock (2015)
- チェヴァリーパークステークス - (1) - Sookera (1977)
- コロネーションステークス - (1) - Sutton Place (1978)
- ゴールデンジュビリーステークス - (2) - Committed (1984), Big Shuffle (1987)
- ミドルパークステークス - (1) - Steel Heart (1974)
- ナンソープステークス - (1) - Committed (1984)
- 英ダービー - (1) - Harzand (2016)
- 英オークス - (1) - Blue Wind (1981)
- プリンスオブウェールズステークス - (1) - Free Eagle (2015)
- セントジェームズパレスステークス - (1) - Brief Truce (1992)
- サンチャリオットステークス - (1) - Dress to Thrill (2002)
- トライアンフハードル - (1) - Rare Holiday (1990)

 香港
- 香港招待ボウル - (1) - Additional Risk (1991)

 イタリア
- 伊ダービー - (1) - In a Tiff (1992)

 アメリカ合衆国
- アメリカンダービー - (3) - Pine Dance (2000), Evolving Tactics (2003), Simple Exchange (2004)
- アメリカンオークス - (1) - Dimitrova (2003)
- ベルモントステークス - (1) - Go and Go (1990)
- フラワーボウルステークス - (1) - Dimitrova (2003)
- マンノウォーステークス - (1) - Zhukova (2017)
- セクレタリアトステークス - (1) - Winchester (2008)